# Quand on sera grand
Pour plus de détails, voir Fiche technique et Distribution.
Quand on sera grand est un film français réalisé par Renaud Cohen et sorti en 2001.

## Fiche technique
- Réalisateur : Renaud Cohen
- Scénariste : Renaud Cohen et Éric Veniard
- Scripte : Edmée Doroszlai
- Décors : Frédéric Bénard
- Costumes : Tania Shebabo-Cohen
- Photographie : Pierre Milon
- Montage : Sophie Brunet
- Musique : Frédéric Galliano et Krishna Levy
- Distribution des rôles : Nathanael Esther
- Production : Laurent Lavolé et Isabelle Pragier
- Société(s) de production : Canal+, Centre National de la Cinématographie,   Gimages 3 et Gloria Films
- Société(s) de distribution : 	Océan Films
- Format : Couleur  - Son Dolby SR
- Pays d'origine :  France
- Genre : comédie
- Durée : 102 minutes
- Date de sortie :	
  -  France : 25 avril 2001
- Sortie DVD : 16-06-2004

## Distribution
- Mathieu Demy : Simon
- Amira Casar : Claire
- Maurice Bénichou :  Isaac
- Louise Bénazéraf :  Mamie
- Marie Payen :  Léa
- Éric Bonicatto :  Roche
- Bruno Todeschini :  Thomas
- Julien Boisselier :  Fabrice
- Judith El Zein :  Christine
- Penda Niang :  Sénébou
- Attica Guedj :  Suzanne
- Catherine Salviat :  Lilianne
- Jorge Afonso :  José
- Cathy Boquet : Cécile
- Franck-Olivier Bonnet :  Le voisin
- Francis Coffinet
- Husky Kihal
- Cathy Min Jung
- Charlotte des Georges
- Sophie Laloy